# Робоча група з імунітету проти COVID-19
Робоча група з імунітету проти COVID-19 (англ. COVID-19 Immunity Task Force) була однією з перших спроб уряду Канади відстежувати епідемію коронавірусу 2019 року в країні. Щоб максимізувати ефективність діяльність робочої групи, було створено зовнішній секретаріат.

## Члени робочої групи
Рада робочої групи з імунітету проти COVID-19 складається з лікарів, експертів з інфекційних захворювань та політиків.

### Лідерська група

#### Виконавчий комітет
- Девід Нейлор, співголова
- Кетрін Генкінс, співголова
- Тімоті Еванс, виконавчий директор
- Гізер Ганна
- Мона Немер
- Говард Нджу
- Джина Огілві
- Ютта Прейксайтіс
- Гейл Томблін Мерфі
- Пол Ван Кезеле

#### Представники уряду Канади
- Тереза Там, головний медичний спеціаліст служби охорони здоров'я Канади
- Мона Немер, головний науковий радник Канади
- Стівен Лукас, заступник міністра охорони здоров'я Канади

#### Члени
Керівна група Робочої групи з імунітету проти COVID-19 була розширена 2 травня 2020 року. Станом на березень 2022 року її додатковими членами були:
- Керрі Бурасса
- Вівек Гоел
- Філіп Грос
- Скотт Гальперін
- Чару Каушік
- Джеймс Д. Келлнер
- Сьюзен Кіркленд
- Гері Кобінгер
- Мел Крайден
- Крісті Луцяк
- Річард Массе
- Аллісон Макгір
- Дебора Мані
- Кевін Оррелл
- Ютта Прейксайтіс
- Керолайн Куач-Тань (колишня)
- Джеймс Телбот (колишній)

### Провінційні та територіальні представники
- Шеллі Болотін, Онтаріо
- Маргеріт Кемерон, Острів Принца Едуарда
- Кетрін Елліотт, Юкон
- Річард Гарсо, Нью-Брансвік
- Гізер Ганна, Північно-Західні території
- Мел Крайден, Британська Колумбія
- Крісті Луцяк, Альберта
- Річард Массе, Квебек
- Джессіка Міньйон, Саскачеван
- Майкл Паттерсон, Нунавут
- Гейл Томблін Мерфі, Нова Шотландія
- Пол Ван Кезеле, Манітоба

## Мета і напрямок роботи
Робоча група з імунітету проти COVID-19 мала використовувати серологічні методи «для обстеження репрезентативних зразків населення на наявність антитіл до коронавірусу». У прес-релізі Трюдо від 23 квітня 2020 року про заснування робочої групи перелічено кілька цілей, над досягненням яких вона повинна працювати, зокрема:
встановити пріоритети та контролювати координацію серії загальнонаціональних досліджень аналізів крові, які покажуть нам, наскільки широко поширився вірус у Канаді, і забезпечать надійні оцінки потенційного імунітету та вразливості канадського населення.
Оригінальний текст (англ.)
establish priorities and oversee the coordination of a series of country-wide blood test surveys that will tell us how widely the virus has spread in Canada and provide reliable estimates of potential immunity and vulnerabilities in Canadian populations.
У рамках робочої групи з імунітету проти COVID-19 також була створена довідкова група з нагляду за вакцинами для моніторингу безпеки та ефективності вакцин проти COVID-19, доступних у Канаді.